# Arqueología de Nueva Zelanda

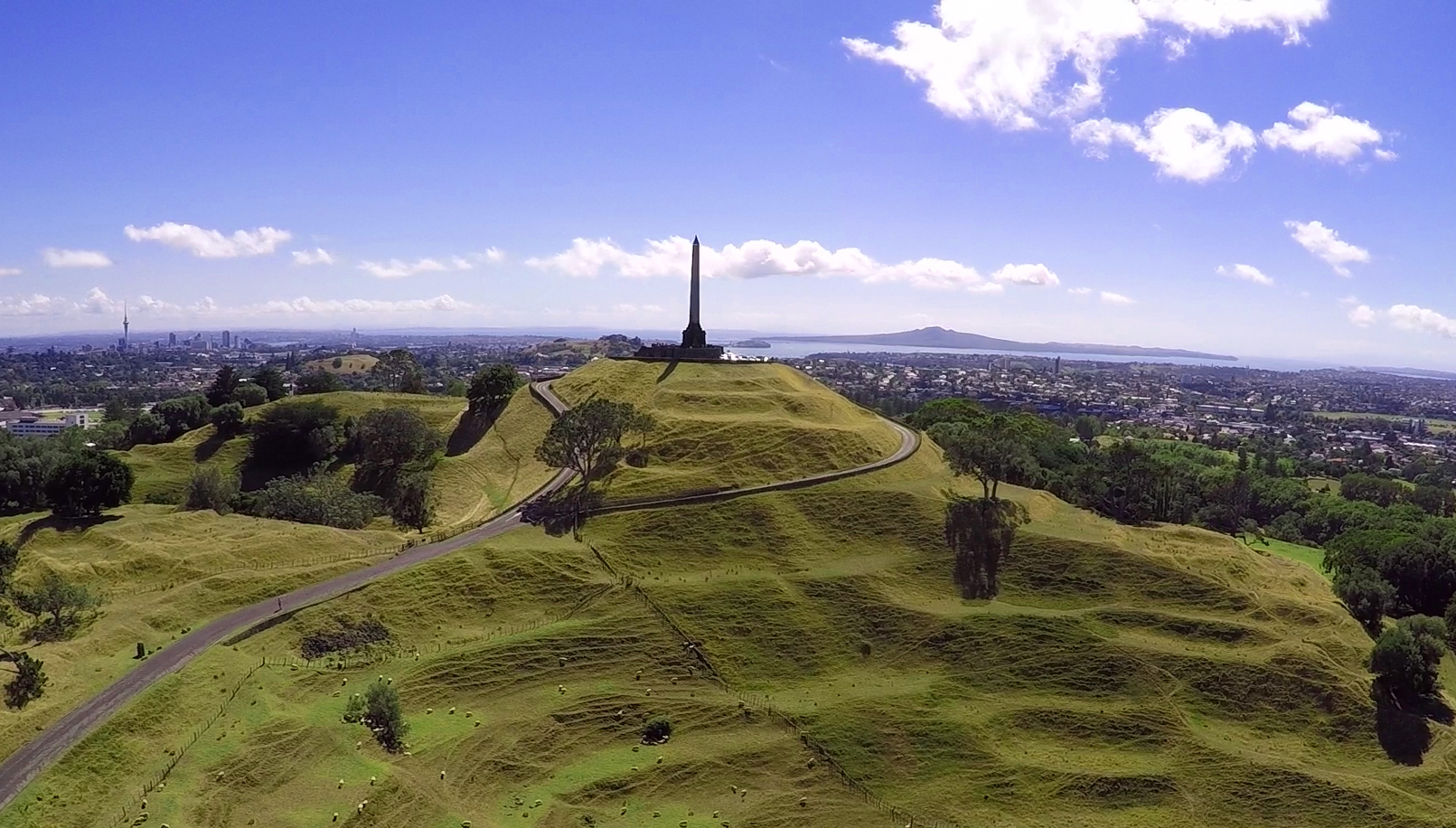
One Tree Hill (Nueva Zelanda) Pā (villa fortificada), Auckland

La Arqueología de Nueva Zelanda comenzó a principios del siglo XIX y fue conducida en gran parte por aficionados con poca consideración por el estudio meticuloso. Sin embargo, a partir de la década de 1870, una investigación detallada respondió lentamente a preguntas sobre la cultura humana, que tienen relevancia internacional y amplio interés público. La arqueología —aquí utilizada en un sentido amplio—, junto con las tradiciones orales, definió la prehistoria neozelandesa (c. 1300 - c. 1800) y ha sido una ayuda valiosa para resolver algunos problemas históricos posteriores. Académicamente, la prehistoria humana de Nueva Zelanda se divide ampliamente en arcaica — ~ paleolítico luego ~ mesolítico— alrededor del 1300 y clásica — ~ neolítico — después del año 1500 basados en la cultura maorí. Las etiquetas euroasiáticas no encajan perfectamente, ya que siempre ha habido algún nivel de horticultura en el norte de Nueva Zelanda, incluso existiendo al mismo tiempo que la megafauna. Más simplemente, también se puede dividir en períodos de tiempo de contacto pre y post europeo. Las grandes secciones mal documentadas de la historia más reciente de Nueva Zelanda también se han complementado con investigaciones arqueológicas, como en los antiguos sitios de batalla o los primeros centros urbanos.

## Debates en la arqueología prehistórica de Nueva Zelanda
Muchas preguntas sobre la prehistoria de Nueva Zelanda han sido respondidas por la arqueología y para la mayoría es poco probable que la nueva información cambie radicalmente nuestra comprensión. Sin embargo, algunas preguntas todavía se debaten en la prensa académica reciente con la esperanza de que un nuevo argumento o datos puedan traer una solución.

### Fecha de llegada y asentamiento maorí
Los primeros intentos de datar la llegada de los maoríes a Nueva Zelanda por parte de académicos del siglo XIX como S. Percy Smith se basaron en genealogías e historias orales, muchas de las cuales, cuando se les asignó una duración de generación promedio de 25 años, coincidieron en una fecha de finalización. Alrededor de 1350, mientras que otros parecían ir mucho más lejos. Esto dio lugar a la teoría clásica, que a todos los escolares se les enseñó, que Nueva Zelanda había sido descubierta alrededor del año 750 y luego resuelta con migraciones posteriores, que culminó en la «Gran flota» de siete canoas alrededor del 1350.
Cuando la datación por radiocarbono comenzó a usarse en la década de 1950, parecía apoyar la idea de un asentamiento primario, aunque la «gran flota» en sí misma cayó en desgracia cuando los estudiosos mostraron que había inconsistencias en las genealogías en las que Smith había basado su teoría. Por lo que fue reemplazado por la idea de un asentamiento gradual durante muchos siglos. En 1989, por ejemplo, se asumió que los cambios en la biota de Nueva Zelanda, que datan de alrededor del año 1.000, se vincularon con los asentamientos humanos. Sin embargo, a mediados de la década de 1990, a medida que se mejoraban los métodos de datación por radiocarbono y se comprendían mejor las fuentes de error, se observó que las fechas primarias no eran confiables y que las fechas de radiocarbono más confiables apuntaban a un primer asentamiento más reciente, más cerca del 1300. En 1999, una muestra del sitio de Wairau Bar dio una edad «tardía» de 1230 a 1282, que fue confirmada aproximadamente por el estudio de carbón y polen ese mismo año. Se sabe que el asentamiento de Wairau Bar es el primer sitio de los colonos porque sus restos humanos y artefactos provienen de la Polinesia tropical.
En contra de esta evidencia emergente de asentamiento tardío había algunas evidencias aparentemente contradictorias de la primera datación por radiocarbono de huesos de ratas antiguas en 1996, que daban fechas inusualmente tempranas, tan primarias como el año 10 d. C., y que llevaron a su autor a sugerir que las ratas habían sido traídas aquí por los primeros viajeros humanos que no se habían quedado en el lugar. Algunos estudiosos vieron las primeras fechas de los huesos de rata como una confirmación de su teoría de que los humanos se habían establecido en Nueva Zelanda incluso antes de lo que la teoría clásica había sugerido, viviendo en pequeños grupos durante unos mil años más o menos sin dejar artefactos o restos óseos. Sin embargo, investigaciones posteriores encontraron que los resultados iniciales de los huesos de rata habían sido defectuosos, todos provenientes de un laboratorio durante un período de tiempo limitado, mientras que todas las citas posteriores han encontrado tiempos de llegada recientes tanto para las ratas como para los seres humanos. En 2008, no había duda de que las ratas llegaron a Nueva Zelanda con los maorís no antes del año 1280. Esto fue confirmado en 2011 por un metaanálisis de fechas de todo el Pacífico que mostró un repentino pulso de migración que llevó a que toda Nueva Zelanda se asentara —incluyendo las Islas Chatham— no antes del año 1290.
Mientras que la mayoría de los investigadores ahora usan esta fecha de finales del siglo XIII, otros lo están revisando al alza todavía más, alrededor del año 1320 o más tarde, basándose en nuevas evidencias de las cáscaras de los huevos y de la erupción de Kaharoa del Monte Tarawera. (1314±6 d. C.), cuya tefra forma una capa geológica debajo de todos los sitios humanos y de ratas bien datados. Algunos investigadores concluyen ahora que el peso de toda la evidencia de radiocarbono y ADN apunta a que Nueva Zelanda se estableció rápidamente en una migración masiva en algún momento después del año 1300, lo que sugiere que la teoría de la «gran flota» no estaba totalmente equivocada después de todo.

### Tasas de crecimiento de la población
El debate sobre el crecimiento de la población maorí tiene dos áreas principales de interés, cuántos colonos vinieron a Nueva Zelanda y cuál era la población cuando ocurrió el contacto europeo. En segundo lugar es, en parte, una cuestión histórica y las poblaciones estimadas no se han alejado mucho de la primera estimación del Capitán Cook de 100,000, con algunas investigaciones que llegan hasta 150,000. Este número, junto con una baja tasa de crecimiento inferida, ha llevado a los investigadores a requerir una gran población fundadora (> 300 personas) o una fecha de liquidación temprana (600-850). Por lo tanto, una fecha cercana al 1300 requiere una migración masiva de la Polinesia tropical, aunque el ADN mitocondrial implica un número medio de aproximadamente 70 mujeres.
Esta historia se complica todavía más por las lentas tasas de crecimiento de las Islas Sur a lo largo de la prehistoria. Esto se debe a que kumara era extremadamente difícil de cultivar en la Isla Sur, incluso durante los períodos climáticos cálidos. Hay pruebas de que la Pequeña Edad de Hielo afectó a Nueva Zelanda y provocó una disminución de la población. La extensión de este período de frío en Nueva Zelanda es desconocida, pero puede haber alcanzado su punto máximo a principios del siglo XVIII. Para 1886, enfermedades como el sarampión, la guerra y los otros accidentes llevaron a una población de alrededor de 40.000 y 2000 habitantes en las isla Norte y Sur, respectivamente.

### Transiciones en la cultura maorí

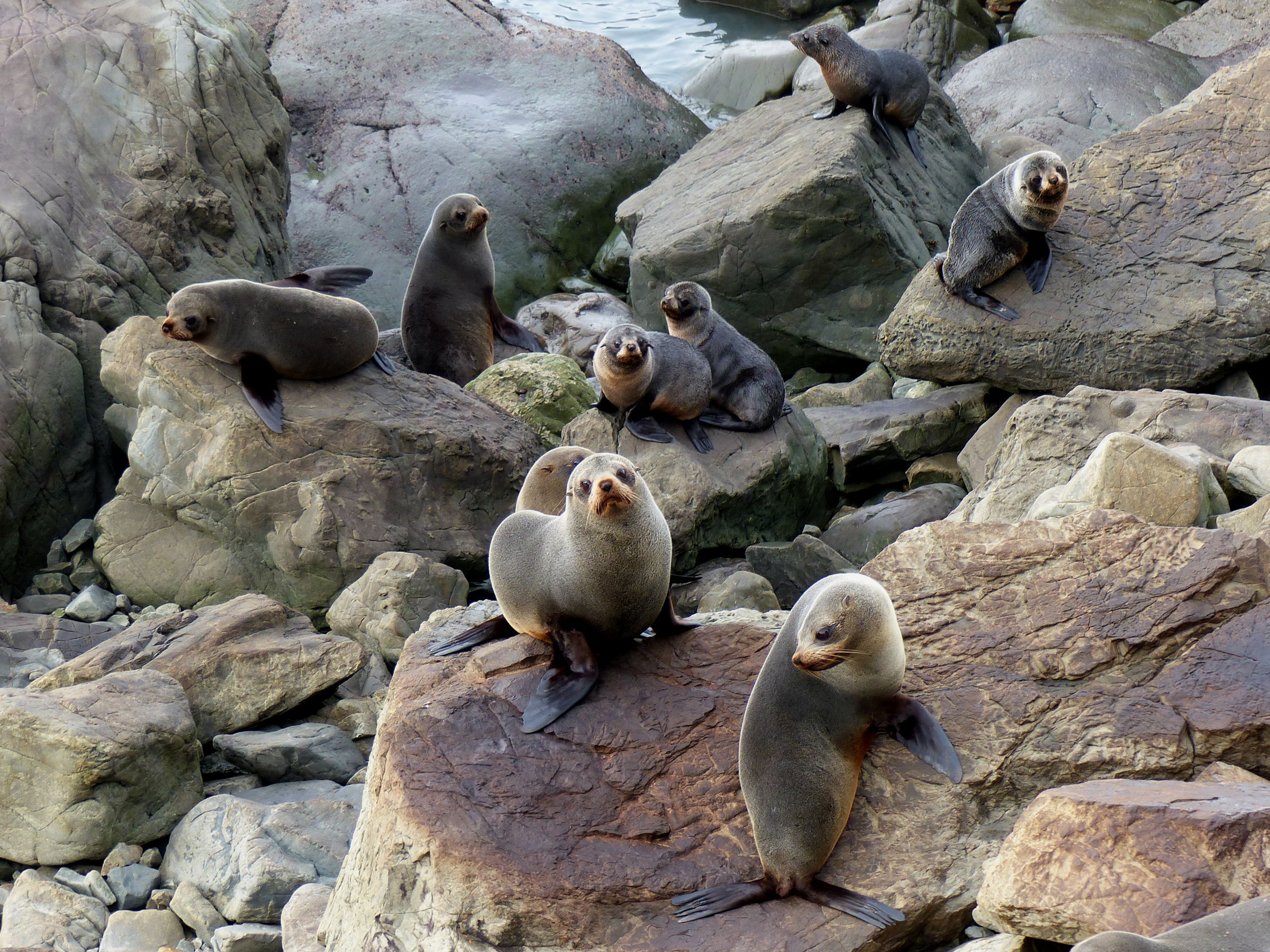
Los mudalares arcaicos muestran que en muchos asentamientos los osos marinos eran una fuente de alimento más importante que el moa.

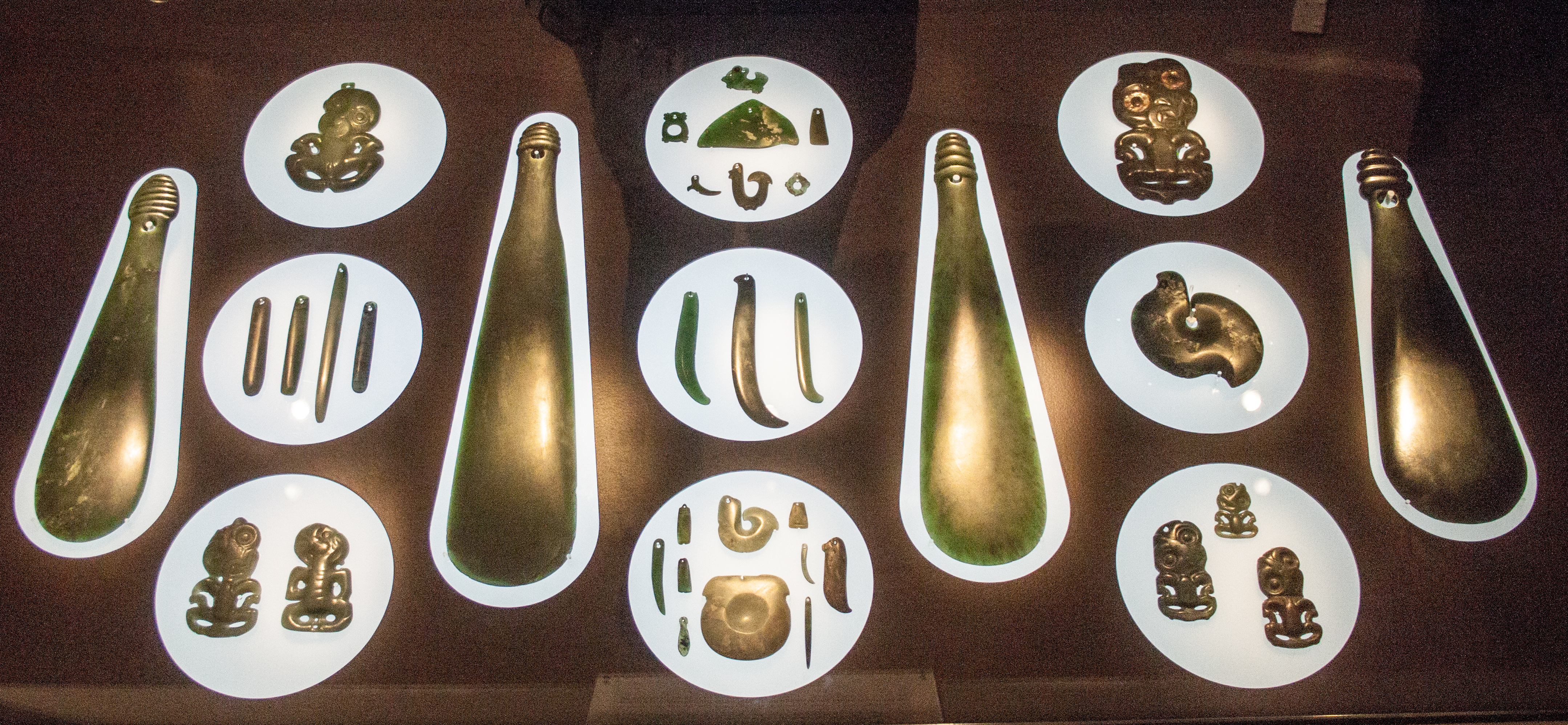
Los objetos Pounamu requieren técnicas de trabajo diferentes a las de otras rocas debido a su dureza.

La cultura maorí se ha ido adaptando constantemente al entorno cambiante de Nueva Zelanda. Desde finales de la década de 1950 en adelante, el término cultura arcaica y clásica se ha utilizado para describir las fases tempranas y tardías de los maorís prehistóricos. Arcaico reemplazó el antiguo término «cazador de moa», ya que la sociedad de cazadores-recolectores duró más allá de la mega fauna —como en el Mesolítico de Eurasia —.
Las etiquetas arcaicas y clásicas fueron cronológicas intencionales y no descriptivas. No ofrecieron una definición determinante de ninguna de las dos culturas que podrían usarse en el tiempo y el espacio. Particularmente en lugares como el sur de la isla Sur, donde las tribus clásicas pueden migrar a regiones donde únicamente era posible una vida arcaica. Se han propuesto varios artefactos y modelos culturales de transición, sin embargo, todavía hay una escasez de evidencia para una fase intermedia clara. Actualmente, la cultura arcaica se considera como cazadores-recolectores seminómadas con pequeños huertos y poblaciones, mientras que la cultura clásica posterior tenía grandes huertos y aldeas permanentes fortificadas. El kumara hasta el período clásico permaneció en el norte hasta que la construcción de pozos de almacenamiento y métodos de horticultura permitieron su almacenamiento durante el invierno más al sur. En muchos sitios de Nueva Zelanda, la ausencia de una fase intermedia o la restricción de dos únicas opciones ha llevado a otras interpretaciones, incluida una evolución de siete veces de ciclos de auge y caída. Cultivar el kumara hubiera sido posible en la isla Sur durante alguna condición climática, pero muy difícil en la isla Norte.
| Tema           | Arcaico | Transición                       | Clásico |
| -------------- | --- | -------------------------------- | --- |
| Ambiente       | Paisaje original (algunos incendios) en toda Nueva Zelanda | Incendios y desforestación       | Paisaje modificado mayormente en la Isla Norte                                                                      |
| Estilo de vida | Los cazadores se reunían en grandes áreas de Nueva Zelanda, pero la migración masiva a través del país era limitada. Asentamientos indefensos y poca guerra, poca esclavitud, entierro cerca de los asentamientos | Cambio climático y económico     | Vida localizada, con migración masiva, Pa y guerra, esclavitud común, canibalismo, entierro oculto lejos del pueblo |
| Herramientas   | Continuación conservadora de la cultura polinesia más antigua | Adaptación al nuevo entorno      | Talllado de Pounamu (jade)                                                                                          |
| Casas          | Estacional | Según la caza y las extinciones  | Permanente |
| Alimentos      | Caza mayor y pequeños huertos | Modificación de la producción    | Caza menor y grandes huertos                                                                                        |
| Política       | Grupos pequeños | Aumento de la complejidad social | Grupos grandes (iwi)                                                                                                |

### Comunicación y migración

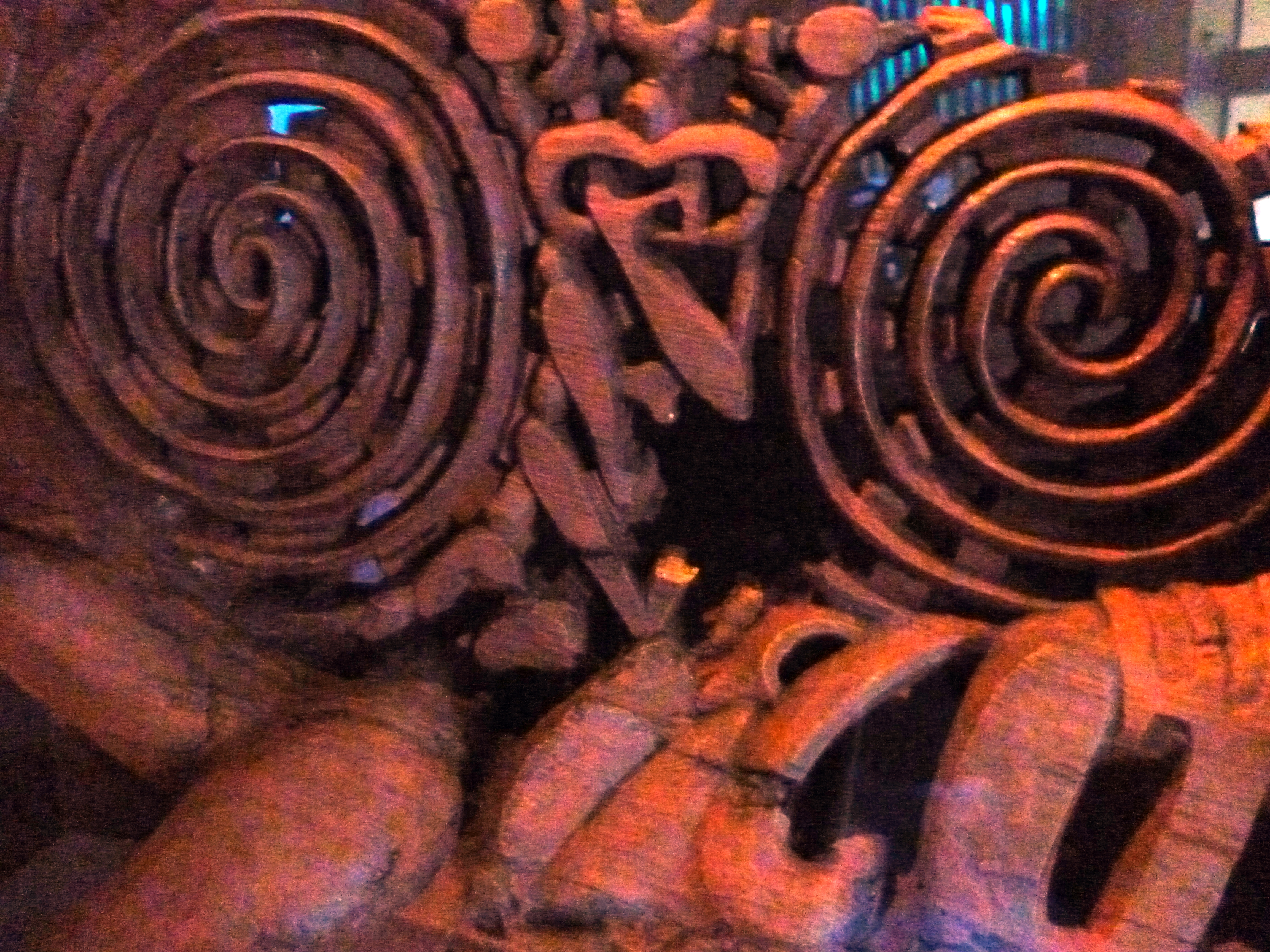
Fragmento de Waka (canoa) recuperado de las llanuras del río Taieri.

Como los primeros colonos de Nueva Zelanda llegaron en gran número con suministros para plantar tipos de cultivos numinosos, se especula que se trataba de una migración planificada a un lugar conocido. Sin embargo, en el registro arqueológico no hay pruebas de la continuidad de la comunicación entre Nueva Zelanda y la Polinesia tropical. Los maorís, sin embargo, mantuvieron la tecnología para largos viajes por mar hasta las Islas Chatham en el siglo XVI. Tampoco hay pruebas de que los cerdos y pollos domésticos del Pacífico llegaran a Nueva Zelanda y se puede inferir que lo habrían hecho si se hubieran construido redes comerciales. Si esto fuera cierto, Nueva Zelanda es el único archipiélago polinesio que no se comunicó con los demás.
Se especula con que la migración a Nueva Zelandia continuó durante todo el período arcaico a partir de fuentes no arqueológicas. El idioma maorí ha cambiado poco en los 700 años desde que se separó del idioma rarotongano.

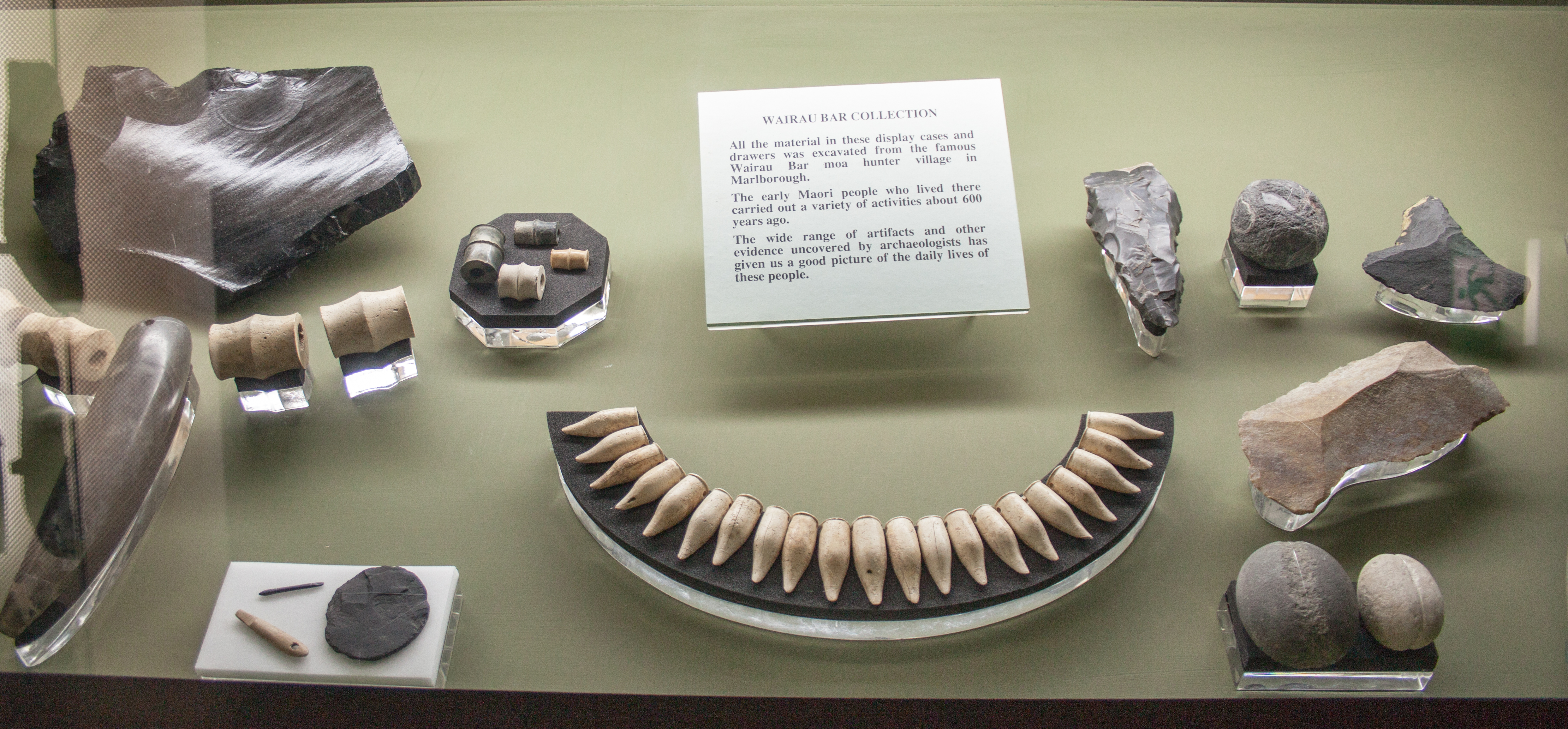
Objetos de Wairau Bar, observe obsidiana (arriba a la izquierda) de la zona volcánica de Taupo (Período arcaico maorí).

Los primeros sitios arqueológicos de Nueva Zelanda tienen implementos de la Polinesia tropical. También hay pruebas de que la obsidiana se comercializó en toda Nueva Zelanda desde poco después de su llegada. Sin embargo, fue sólo en el siglo XVI que el pounamu (jade) se comercializaba alrededor de Nueva Zelanda, con una red de suministro diferente a la de la obsidiana. Los terremotos causaron cambios en los patrones de vida y en el movimiento de las personas.

### Gestión de recursos en un nuevo entorno
La capacidad de los maorís prehistóricos para gestionar recursos y prever colapsos ecológicos ha sido fuente de mucho debate. Los incendios naturales eran poco frecuentes en Nueva Zelanda, sin embargo, gran parte del país estaba cubierto de bosques secos, los primeros maorís no protegían las áreas propensas a los incendios y no hay evidencia de quema sistemática de las menos propensas a incendios. Muchas especies de Nueva Zelanda pueden haberse dirigido hacia una extinción lenta después del asentamiento polinesio. La extensión de la mega fauna (moa) parece haber ocurrido rápidamente, dentro de los 100 años. Los primeros pobladores llegaron a Nueva Zelanda desde la Polinesia tropical y se adaptaron a un ambiente templado, preservando muchas de sus antiguas prácticas. Cierto uso conservador de los métodos polinesios tropicales duró hasta bien entrado el período arcaico.

## Arqueología histórica
La arqueología histórica en Nueva Zelanda comenzó tarde y creció lentamente, fue en la década de 1960 cuando las estructuras europeas fueron excavadas sistemáticamente. Aunque se ha utilizado para resolver algunas cuestiones históricas, como la de los prisioneros políticos maorí de Taranaki en la cárcel de Dunedin, que trabajaron en Pounamu a fines del siglo XIX. También hay interés en el estudio de los yacimientos maorís posteriores al contacto.

## Historia de la arqueología
La arqueología primitiva en Nueva Zelanda fue realizada por antropólogos y coleccionistas privados de artefactos maorís. Muchos sitios fueron destruidos por la búsqueda o por investigaciones mal documentadas. la investigación sistemática fue llevada a cabo por primera vez por los museos de las principales ciudades, seguida por los departamentos de antropología de las universidades de Auckland y Otago. En 1955 se fundó la Asociación Arqueológica de Nueva Zelanda.
Durante este tiempo en Nueva Zelanda el estudio de la tradición oral maorí fue más influyente que las técnicas arqueológicas. La llegada de la "Gran flota" a Nueva Zelanda se dedujo en 1350 únicamente a partir de la evidencia tradicional —similar a las estimaciones modernas de la datación por carbono—.
En el siglo XXI se utilizaban datos Landsat de alta resolución para interpretar los yacimientos arqueológicos, aunque existían dudas sobre la eficacia de algunas herramientas modernas. La arqueología de Nueva Zelanda se publica en el Journal of Pacific Archaeology, el Journal of the Polynesian Society y en otras revistas internacionales.

## Lista de sitios arqueológicos prehistóricos notables
Los sitios arqueológicos excepcionales se incluyen en el registro nacional —administrado por Heritage New Zealand — en cinco grupos: lugares históricos (Categoría 1 y 2), áreas históricas, Wāhi Tūpuna (sitios prácticos), Wāhi Tapu (sitios espirituales) y áreas de Wahi Tapu. Nueva Zelanda tiene numerosos sitios prehistóricos, muchos de los cuales están documentados por el Historic Places Trust. Únicamente una pequeña fracción sobre ellos se ha publicado en informes arqueológicos detallados. Por ejemplo, en la Isla Sur hay 550 sitios de arte rupestre y 107 en la Isla Norte y 6956 Pā en toda Nueva Zelanda. Los tipos de características presentes en la arqueología pre europea de Nueva Zelanda son pā, fosos de almacenaje, jardines —hileras de piedras y bancos—, pisos de casas, terrazas, trincheras, umu (hornos de tierra), basureros, canteras, arte rupestre y cambios en la flora local.
| Fecha               | Período | Nombre del sitio              | Tipo              | Región               | Investigación                                                                                              | Imagen | Coordinadas                                     |
| ------------------- | ------- | ----------------------------- | ----------------- | -------------------- | --- | ------ | ----------------------------------------------- |
| c. 1750             | Clásico | Península de Huriawa Karitane | Pā                | Otago                | Te Pā a Te Wera, reserva, y sitios arqueológicos.                                                          |        | 45°38′26″S 170°39′59″E / -45.640617, 170.666309 |
|                     |         | Arte rupeste Kaingaroa        | Arte rupestre     | Taupo                | |        | 38°27′S 176°43′E / -38.45, 176.71               |
|                     | Ambos   | Motutapu                      | Pā y asentamiento | Auckland             | Transición de arcaico a clásico con una capa de ceniza bien fechada de Rangitoto (izquierda en la imagen). |        | 36°46′07″S 176°42′28″E / -36.768654, 176.707640 |
|                     | Ambos   | Opihi rock art                | Arte rupestre     | Sud Canterbury       | Número de lista 9784 Historic Places Trust.                                                                |        | 44°11′50″S 171°01′09″E / -44.197327, 171.019271 |
| c.1206 (desde 1974) | Arcaico | Papatowai                     | Asentamiento      | Otago                | Importante sitio primario para el estudio de la arqueología polinesia.                                     |        | 46°33′43″S 169°28′34″E / -46.562, 169.476       |
|                     |         | Rangikapiti                   | Pā                | Región septentrional | Contacto pre-europeo: pueblo fortificado                                                                   |        | 34°59′06″S 173°31′32″E / -34.984874, 173.525565 |
| 1300s               | Arcaico | Desembocadura del río Shag    | Asentamiento      | Otago                | Estacionalidad de pesca                                                                                    |        | 45°28′54″S 170°48′57″E / -45.481573, 170.815767 |
|                     | Clásico | Te Kora                       | Pā                | Taranaki             | Gran complejo de Pā, sitio de los primeros trabajos de Elsdon Best.                                        |        | 39°07′59″S 173°59′19″E / -39.132972, 173.988664 |
| 1288–1300           | Arcaico | Bar Wairau                    | Asentamiento      | Marlborough          | El asentamiento arcaico más estudiado.                                                                     |        | 41°30′30″S 174°03′53″E / -41.508458, 174.064800 |